# José Ramón Novoa
José Ramón Novoa (* 22. August 1954 in Montevideo, Uruguay) ist ein venezolanischer Filmeditor, Filmproduzent und Filmregisseur.

## Leben
José Ramón Novoa wurde 1954 (laut anderen Quellen 1949) in der Hauptstadt Uruguays, Montevideo, geboren. Er studierte Film an der New York University und gründete daraufhin in Venezuela die Filmproduktionsfirma Joel Films, mit der er seinen zweiten Spielfilm Sicario realisierte. Bereits vorher hatte er Kurzfilme und den Spielfilm Agonía gedreht.
Sicario erschien 1994. Der Film handelt vom Jugendlichen Jairo (gespielt von Laureano Olivares), der sich auf den Straßen Kolumbiens durchzuschlagen versucht und einen Job als Auftragskiller, als Sicario, annimmt, um seiner Familie aus der Armut zu helfen. Der Ausstieg aus der Kriminalität erweist sich für den Zwölfjährigen als schwer. Das Drama war bei der Goya-Verleihung 1996 als Bester ausländischer Film in spanischer Sprache nominiert, war Venezuelas Einsendung auf eine Nominierung in der Kategorie Bester fremdsprachiger Film bei der Oscarverleihung 1996 (wurde aber weder nominiert noch ausgezeichnet) und gewann Preise auf zahlreichen Festivals, unter anderem Gledys Ibarra den Nebendarstellerinnenpreis und Novoa den Regiepreis auf dem Tokyo International Film Festival 1995.
Sicario war der erste Teil einer Trilogie, die er mit Huelepega: Ley de la calle (1999) und Oro diablo (2000) vervollständigte. Während Novoa bei Huelepega: Ley de la calle lediglich als Produzent fungierte und seiner Ehefrau Elia Schneider den Regisseursposten überließ, führte er bei Oro diablo auch Regie. Die Trilogie sollte die Armut von Kindern in Lateinamerika aufzeigen. In Oro diablo, das auch der Kandidat Venezuelas auf eine Oscar-Nominierung war, steht ein Mädchen aus dem venezolanischen Amazonasdschungel im Vordergrund, das zur Arbeit in einem Bordell gezwungen und dort vergewaltigt wird.
Nachdem 2006 eine erneute Regiearbeit Novoas, der Actionfilm El Don, veröffentlicht wurde, ist für 2008 das Erscheinen des Films Un lugar lejano geplant. 

## Filmografie
- 1979: Pedro Navaja (Kurzfilm)
- 1979: El gran mundo (Kurzfilm)
- 1985: Agonía
- 1994: Sicario (Regie, Produktion und Schnitt)
- 1999: Huelepega: Ley de la calle (Produktion)
- 2000: Oro diablo (Regie und Produktion)
- 2004: Punto y raya (Produktion)
- 2006: El Don (Regie und Schnitt)